# 雅砻河
雅砻河（英語：Yarlung River，也译作雅隆河，藏语“雅隆”意为“从山上流下来的大河”），又称雅拉雄布曲或雅拉香布曲，发源于中国西藏山南地区措美县的喜马拉雅山脉北麓雅拉香布雪山（Yarlha Shampo；藏语意为“上部守护之神”，又名“斯巴大神雅拉香波”，海拔6325.8米），向北偏西流，琼结县有支流琼结河汇入，在乃东县泽当镇汇入雅鲁藏布江，全长约80公里，雅砻河流域面积1580平方公里。雅砻河及其支流琼结河所在宽约2公里的河谷形成历史悠久的雅砻河谷，是藏族文明的发源地。吐蕃第一代藏王聂赤赞普诞生于此。这里也是西藏著名的粮食产地。在藏族人民的眼里，雅砻河是一条比雅鲁藏布江更神圣的母亲河。